# Układ koincydencyjny
Układ koincydencyjny – rodzaj układu elektronicznego, który reaguje na jednoczesność dotarcia sygnałów do co najmniej dwóch wejść oraz realizujący funkcję logiczną danej koniunkcji. Układ koincydencyjny jest używany w metodach pomiarowych fizyki jądrowej.